# 4721 Атагуальпа
4721 Атагуальпа (4721 Atahualpa) — астероїд головного поясу, відкритий 29 вересня 1973 року.
Тіссеранів параметр щодо Юпітера — 3,611.